# Mines
Mines (Minete, en algunos de los textos), es un personaje de la mitología griega, rey de la ciudad de Lirneso. Es hijo de Eveno, que estaba casado con Hipodamía, a quien Aquiles, en uno de los enfrentamientos por diversas comarcas de la Tróade, se llevó cautiva como concubina. 
En aquella incursión a la ciudad, Aquiles había dado muerte a Mines y a un hermano de este, Epístrofo. Retuvo a Briseida en su tienda, como esclava, con la que llegaría a mantener un idilio amoroso, hasta que Agamenón se la arrebató.
Tras las muertes de su marido y de su cuñado, Briseida se quejaba a Patroclo, según Homero, con estas palabras: 

"Y ni siquiera me dejaste llorar cuando el veloz Aquiles mató a mi marido y destruyó la ciudad de Lirneso del divino Mines".